# Order Suworowa (ZSRR)
Order Suworowa (ros. Орден Суворова) – wojskowy order ZSRR. Nazwa upamiętnia Aleksandra Suworowa, osiemnastowiecznego dowódcę i teoretyka wojskowości.
Został ustanowiony dekretem Prezydium Rady Najwyższej ZSRR z 29 lipca 1942 roku, jednocześnie zatwierdzono jego statut, który później był uzupełniany o nowe postanowienia oraz opis orderu.

## Zasady nadawania
Zgodnie ze statutem order ten nadawano oficerom, generałom i marszałkom za wybitne zasługi w dziedzinie organizacji i kierowania operacjami wojskowymi, a także za sukcesy na polu walki w czasie II wojny światowej.
Order Suworowa miał trzy klasy. Był nadawany przez Prezydium Rady Najwyższej ZSRR:
- I klasa – dowódcom frontów i armii, ich zastępcom, szefom sztabów, dowódcom związków operacyjnych, dowódcom rodzajów wojsk na szczeblu frontu i armii;
- II klasa – dowódcom korpusów, dywizji i brygad, ich zastępcom i szefom sztabów;
- III klasa – dowódcom pułków i batalionów, szefom sztabów pułków i dowódcom kompanii.

## Osoby odznaczone Orderem
26 grudnia 1942 roku Orderem Suworowa II klasy jako pierwszy został odznaczony gen. mjr Wasilij Badanow – dowódca 24 Korpusu Pancernego za udział w bitwie pod Stalingradem. Pierwszym, który otrzymał Order Suworowa I klasy był marsz. ZSRR Gieorgij Żukow.
W sumie za okres II Wojny Światowej w ZSRR nadano orderów:
- I klasy – 391[1],
- II klasy – 2863[2],
- III klasy – 4012[3].

Wśród odznaczonych trzykrotnie tym orderem byli: marsz. ZSRR Wasilij D. Sokołowski i Wasilij I. Czujkow, główny marszałek artylerii Nikołaj N. Woronow, główny marszałek lotnictwa Konstantin A. Wierszynin, gen. armii Paweł I. Batow i gen. płk Władimir J. Kołpakczi.

## Opis odznaki
Order I klasy jest wykonany z platyny w postaci pięcioramiennej gwiazdy, na której umieszczono złotą okrągłą tarczę z podobizną feldmarszałka Aleksandra Suworowa na szarej emalii. U dołu tarczy umieszczono wieniec z liści dębowych i laurowych, a w górnej części napis Aleksandr Suworow (ros. АЛЕКСАНДР СУВОРОВ). Na górnym ramieniu gwiazdy znajduje się czerwono emaliowana gwiazda. Średnica odznaki wynosi 56 mm.
Order II klasy jest wykonany ze złota i srebra, a III klasy – tylko ze srebra, przy czym ordery te różnią się tym od I klasy, że nie mają emaliowanej czerwonej gwiazdy na górnym ramieniu oraz że ich średnica jest mniejsza (49 mm).
Wstążki do orderu:
- I klasy – zielona z szerokim paskiem pomarańczowym pośrodku,
- II klasy – zielona z dwoma pomarańczowymi wąskimi paskami po bokach,
- III klasy – zielona z dwoma wąskimi paskami pomarańczowymi po bokach i jednym pośrodku.

| Baretki orderu | Baretki orderu | Baretki orderu |
| -------------- | -------------- | -------------- |
| Klasa I        | Klasa II       | Klasa III      |